# Crocosmia
Crocosmia Planch. è un genere di angiosperme monocotiledoni appartenente alla famiglia delle Iridaceae.

## Tassonomia
Il genere comprende le seguenti specie:
- Crocosmia ambongensis (H.Perrier) Goldblatt & J.C.Manning
- Crocosmia aurea (Pappe ex Hook.) Planch.
- Crocosmia × crocosmiiflora (Lemoine) N.E.Br.
- Crocosmia fucata (Lindl.) M.P.de Vos
- Crocosmia masoniorum (L.Bolus) N.E.Br.
- Crocosmia mathewsiana (L.Bolus) Goldblatt ex M.P.de Vos
- Crocosmia paniculata (Klatt) Goldblatt
- Crocosmia pearsei Oberm.
- Crocosmia pottsii (Baker) N.E.Br.